# Wavre
Wavre (neerlandeză Waver, valonă Åve sau Wåve) este un oraș francofon din regiunea Valonia din Belgia. Este capitala provinciei Brabantul Valon. Numele său provine din limba celților de la termenul aba ce însemna apă. 